# Universidad de Occidente (Sinaloa)
La Universidad Autónoma de Occidente o UAdeO, es una institución de educación superior pública del Estado de Sinaloa, México.

## Historia
La Universidad Autónoma de Occidente (UAdeO) es una institución con más de 40 años de experiencia en la formación de profesionistas en el estado de Sinaloa. Sus antecedentes se remontan a 1974, cuando se creó el Centro de Estudios Superiores de Occidente, A. C. (CESO), fecha en la que esa asociación con fines educativos se constituyó formal y jurídicamente en la ciudad de Culiacán, Sinaloa.
La oferta educativa inicial que impulsó el CESO fue del nivel medio superior, pero en la segunda mitad de 1979 se amplió con dos opciones de estudios profesionales: la Escuela de Ciencias Básicas e Ingeniería, en Culiacán, y la Escuela de Administración Agropecuaria, en la ciudad de Los Mochis. En forma simultánea a la apertura de estas escuelas, las autoridades del CESO propusieron a la Secretaría de Educación Pública (SEP) cambiar la denominación, en noviembre de 1979, fue autorizado el funcionamiento de la institución como Universidad de Occidente.
El 15 de mayo de 1981 se publicó en el Órgano Oficial del Gobierno del Estado de Sinaloa, el Decreto del Poder Ejecutivo del Estado de Sinaloa, que disponía que la Universidad de Occidente formaba parte del Sistema Educativo Estatal, en su carácter de institución de educación superior, precisando que era una institución de servicio público, desconcentrada del Poder Ejecutivo, con personalidad jurídica propia y que se regía por lo dispuesto en ese Decreto y en la Ley Orgánica de la Administración Pública del Estado de Sinaloa, en el Reglamento Orgánico de la Administración Pública del Estado de Sinaloa y en la Ley de Educación para el Estado de Sinaloa. Formalmente fue inaugurada el 24 de febrero de 1982 con un acto que incluyó la toma de posesión del Dr. Julio Ibarra Urrea como primer Rector de la UdeO.
En ese mismo año, la UdeO empezó a extender su quehacer educativo en la geografía estatal; en forma progresiva instaló planteles en las principales ciudades de la entidad: en 1983 creó la Unidad Regional Guasave, en 1984 el Instituto de Antropología de El Fuerte, al igual que la Unidad Mazatlán. En 1989 nace la Unidad Regional Guamúchil (Salvador Alvarado), mientras que la Extensión El Fuerte se institucionalizó en 1991 y en 2006 se le reconoce como Unidad Regional. En 2005 se fundó la Extensión de Escuinapa y un año más tarde la de Rosario; por último, en 2018 la Extensión de Sinaloa de Leyva.
El 3 de marzo de 2017, la Junta Directiva de la Universidad de Occidente designó como Rectora de esta institución a la Dra. Sylvia Paz Díaz Camacho, siendo la primera mujer en ocupar ese cargo, después de 35 años de haber nombrado a su primer Rector. Desde el inicio de esa administración se convocó a la comunidad universitaria para iniciar un cambio profundo en la UAdeO, tendiente a su fortalecimiento académico y administrativo para atender proactivamente las demandas y necesidades de la sociedad sinaloense y de la región.
Para implementar esa gran transformación, se presentó al Honorable Consejo Académico de la Universidad de Occidente el Plan Lince de Desarrollo Institucional 2017-2020 (PLDI), con el lema «Educación, esfuerzo, inteligencia y paz», aprobado por unanimidad por dicho órgano de gobierno universitario.
Teniendo como guía el Plan Lince de Desarrollo Institucional 2017-2020, esta casa de estudios trabaja, crece y se consolida a un ritmo acelerado.
En esa perspectiva de desarrollo se inician gestiones para dotar de autonomía a la Universidad, finalmente se concretó el 21 de febrero de 2018, publicándose en el Periódico Oficial del Estado de Sinaloa el Decreto número 376 de la LXII Legislatura, a través del cual se expide la Ley Orgánica de la Universidad Autónoma de Occidente (UAdeO), hecho histórico para la Universidad y el estado de Sinaloa.
Hoy, a más de 40 años del surgimiento de esta universidad, se le reconoce su desarrollo académico y contribución social en Sinaloa y la región. A la Universidad Autónoma de Occidente en el periodo rectoral 2020-2024 se le ubica como la segunda Institución de Educación Superior en Sinaloa; por su cobertura, es también la número 35 en adquirir su autonomía en el país, y oferta el 100% de Programas Educativos y de matrícula de calidad de nivel licenciatura. De esta manera, la UAdeO cumple con su compromiso histórico con la entidad, la región y con México, al brindar una educación de calidad con pertinencia e inclusión.

### Rectores
| Nombre del Rector                                                     | Nombre del Rector                   | Tiempo en el cargo | Notas                                                                  |
| --------------------------------------------------------------------- | ----------------------------------- | ------------------ | ---------------------------------------------------------------------- |
| Rectores del Centro de Estudios Superiores de Occidente (CESO - 1974) |                                     |                    |                                                                        |
| 1                                                                     | Dr. Gonzalo Armienta Calderón       | 1974-1977          |                                                                        |
| 1                                                                     | Dr. Gonzalo Armienta Calderón       | 1978-1980          | Reelecto                                                               |
| 2                                                                     | Dr. Julio Alberto Ibarra Urrea      | 1980-1982          | Último Rector del CESO                                                 |
| Universidad de Occidente (UdeO - 1982)                                |                                     |                    |                                                                        |
| 1                                                                     | Dr. Julio Alberto Ibarra Urrea      | 1982-1985          | Primer rector de la Universidad de Occidente.                          |
| 2                                                                     | Dr. Francisco S. Frías Castro       | 1986-1989          |                                                                        |
| 3                                                                     | Dr. Rubén Elías Gil Leyva           | 1990-1992          |                                                                        |
| 4                                                                     | Dr. Ernesto Cebreros Murillo        | 1993-1998          |                                                                        |
| 5                                                                     | M.C. Vicente López Portillo Tostado | 1999-2001          |                                                                        |
| 5                                                                     | M.C. Vicente López Portillo Tostado | 2002-2004          | Reelecto por un trienio                                                |
| 6                                                                     | Dr. Álger Uriarte Zazueta           | 2005-2009          |                                                                        |
| 6                                                                     | Dr. Álger Uriarte Zazueta           | 2009-2010          | Reelecto para el periodo 2009-2012. Nota: Renunció a finales del 2010. |
| 7                                                                     | M.C. Guillermo Aarón Sánchez        | 2011-2013          |                                                                        |
| 7                                                                     | M.C. Guillermo Aarón Sánchez        | 2014-2016          | Reelecto por un trienio                                                |
| 8                                                                     | Dra. Sylvia Paz Díaz Camacho        | 2017-2019          |                                                                        |
| Universidad Autónoma de Occidente (UAdeO - 2018)                      |                                     |                    |                                                                        |
| 1                                                                     | Dra. Sylvia Paz Díaz Camacho        | 2020-2024          | 1era. reelección de cuatrienio.                                        |
| 2                                                                     | Dr. Pedro Flores Leal               | 2024-2028          |                                                                        |
| *Nota: Ex-rectores de la Universidad de Occidente (hoy UAdeO).        |                                     |                    |                                                                        |

## Oferta educativa

### Licenciaturas e Ingenierías

#### Unidad Regional Los Mochis
- Música
- Ciencias Biomédicas
- Nutrición
- Terapia Física y Rehabilitación
- Administración de Empresas
- Administración Turística
- Contaduría y Finanzas
- Gastronomía
- Mercadotecnia
- Biología
- Ciencia de la Comunicación
- Criminalistica y Ciencias periciales
- Derecho y Ciencias Sociales
- Educación Física y Ciencias del Deporte
- Psicología
- Ingeniería  Ambiental
- Ingeniería de Software
- Ingeniería Industrial
- Sistemas Computacionales

#### Unidad Regional El Fuerte
- Enfermería
- Administración de Empresas
- Administración y Desarrollo rural
- Gastronomía
- Derecho y Ciencias Sociales
- Psicología
- Ingeniería De Software

#### Unidad Regional Guasave
- Arquitectura
- Diseño Gráfico y Artes Visuales
- Ciencias Biomédicas
- Enfermería
- Nutrición
- Terapia Física y Rehabilitación
- Administración de Empresas
- Biología
- Ciencias de la Comunicación
- Criminalistica y Ciencias Periciales
- Contaduría y Finanzas
- Gastronomía
- Educación Física y Ciencias del Deporte
- Sistemas Computacionales
- Ingeniería Ambiental
- Ingeniería de Software
- Ingeniería Industrial
- Ingeniería Civil

Extensión Sinaloa de Leyva
- Nutrición
- Derecho y Ciencias Sociales
- Psicología
- Ingeniería Civil

#### Unidad Regional Guamúchil
- Arquitectura
- Enfermería
- Nutrición
- Administración de Empresas
- Gastronomía
- Mercadotecnia
- Ciencias de la Comunicación
- Psicología
- Ingeniería Civil
- Ingeniería de Software

#### Unidad Regional Culiacán
- Arquitectura
- Diseño Gráfico y Artes Visuales
- Ciencias Biomédicas
- Nutrición
- Administración de Empresas
- Administración Turística
- Analítica de Negocios
- Contaduría y Finanzas
- Gastronomía
- Mercadotecnia
- Ciencias de la Comunicación
- Criminalistica y Ciencias Periciales
- Derecho y Ciencias Sociales
- Educación Física y Ciencias del Deporte
- Gobierno y Administración Pública
- Psicología
- Ingeniería de Software
- Ingeniería en Agronegocios
- Ingeniería en Seguridad Informática y Redes
- Ingeniería Industrial

#### Unidad Regional Mazatlán
- Música
- Ciencias Biomédicas
- Enfermería
- Nutrición
- Terapia Física y Rehabilitación
- Contaduría y Finanzas
- Criminalistica y Ciencias Periciales

##### Extensión El Rosario
- Administración de Empresas
- Derecho y Ciencias Sociales
- Psicología
- Enfermería
- Terapia Física y Rehabilitación

##### Extensión Escuinapa
- Nutrición
- Administración Turística
- Ingeniería de Software

### Posgrados

#### Maestrías

##### Unidad Regional Los Mochis
- Maestría en Gestión y Desarrollo Empresarial
- Maestría en Ingeniería
- Maestría en Comunicación Organizacional
- Maestría en Docencia
- Maestría en Administración
- Maestría en Fitopatología y Medio Ambiente

##### Unidad Regional Guasave
- Maestría en Administración
- Maestría en Comunicación Organizacional
- Maestría en Docencia
- Maestría en Intervención Psicológica Multidisciplinar
- Maestría en Juicios Orales en el Procedimiento Adversarial Acusatorio

##### Unidad Regional Guamúchil
- Maestría en Docencia

##### Unidad Regional Culiacán
- Maestría en Analítica de Negocios
- Maestría en Biotecnología Biomédica
- Maestría en Comunicación Organizacional
- Maestría en Gestión y Políticas Públicas
- Maestría en Intervención Psicológica Multidisciplinar

##### Unidad Regional Mazatlán
- Maestría en Psicología Clínica
- Maestría en Sistemas de Información Administrativa
- Maestría en Turismo
- Maestría en Desarrollo Humano
- Maestría en Administración

#### Doctorados

##### Unidad Regional Los Mochis
- Doctorado en Innovación, y Administración de las Organizaciones

##### Unidad Regional Culiacán
- Doctorado en Analítica de Negocios
- Doctorado en Ciencias Administrativas
- Doctorado en Gobierno Locales y Desarrollo Regional

##### Unidad Regional Mazatlán
- Doctorado en Gestión del Turismo

##### Unidad Regional Guasave
- Doctorado en Sustentabilidad